# Mouchez (cratère)
Pour les articles homonymes, voir Mouchez.
Mouchez est un cratère lunaire situé sur la face visible de la Lune. Il se trouve au nord-est du cratère Pascal, au nord-ouest du cratère Anaxagoras et au nord du cratère Philolaus. Le  contour du cratère Mouchez est complètement érodé à l'est et touché par de nombreux impacts de petits cratères pour le restant.
En 1935, l'Union astronomique internationale a donné le nom de l'astronome français Amédée Mouchez à ce cratère lunaire.

## Cratères satellites
Par convention, les cratères satellites sont identifiés sur les cartes lunaires en plaçant la lettre sur le côté du point central du cratère qui est le plus proche de Mouchez.
| Mouchez | Latitude | Longitude | Diamètre |
| ------- | -------- | --------- | -------- |
| A       | 80.8° N  | 29.9° W   | 51 km    |
| B       | 78.2° N  | 22.8° W   | 8 km     |
| C       | 77.4° N  | 26.0° W   | 13 km    |
| J       | 79.4° N  | 38.2° W   | 17 km    |
| L       | 78.6° N  | 40.3° W   | 20 km    |
| M       | 80.2° N  | 49.3° W   | 17 km    |